# مایتریا (تئوسوفی)
مایتریا (انگلیسی: Maitreya) در حکمت الاهی مفهوم تئوسفی مایتریا شباهت های زیادی به آموزه قبلی  مایتریا در آیین بودایی دارد. 